# Filippo Bernardini
Pour les articles homonymes, voir Bernardini.
Filippo Bernardini (11 novembre 1884 - 26 août 1954) est un prélat italien de l'Église catholique. Il passe presque toute sa carrière au service diplomatique du Saint-Siège et reçoit le rang d'archevêque en 1933. Il est délégué apostolique en Australie (en) pendant deux ans avant d'occuper le poste de nonce apostolique en Suisse, qu'il occupe de 1935 à 1953. Pendant la Seconde Guerre mondiale, il participe activement à la résistance catholique au national-socialisme et apporte son aide aux Juifs. Il est brièvement secrétaire de la Congrégation pour l'évangélisation des peuples juste avant sa mort. Avant d'entrer dans le service diplomatique, il passe 19 ans en tant qu'enseignant et administrateur à l'Université catholique d'Amérique.
Il est le neveu du cardinal secrétaire d'État Pietro Gasparri (1852-1934), l'une des principales figures de l'Église de son époque.

## Biographie
Bernardini est né à Pieve di Ussita, dans la province de Macerata, en Italie, le 11 novembre 1884. Il est ordonné prêtre catholique le 12 mars 1910. Il enseigne à Rome à l'Athénée pontifical de Saint-Apollinaire (de) avant de devenir professeur de droit canonique à l'Université catholique d'Amérique en 1914 et d'en repartir 19 ans plus tard comme doyen de la faculté de droit canonique. Il a passé les deux dernières années de son association avec l'Université catholique en congé sabbatique à Rome, aidant à éditer le traité en deux volumes de son oncle sur le mariage et d'autres écrits. Pendant qu'il enseignait, il a également été secrétaire de la commission pontificale qui a produit le Code de droit canonique de 1917.
Le pape Pie XI le nomme délégué apostolique en Australie (en) et archevêque titulaire d'Antioche-en-Pisidie (de) le 20 mars 1933 et consacré le 21 mai. En 1935, il est affecté en Suisse en tant que Nonce apostolique. À ce titre, il sert de diplomate du Vatican dans un pays neutre pendant la période de la Seconde Guerre mondiale. Il fait partie des nombreux diplomates du Vatican qui agit pour aider les Juifs. En 1944, il contribue à maintenir les lignes de communication entre Lelio Vittorio Valobra, chef de l'organisation clandestine de sauvetage des Juifs DELASEM (installée à Zurich) et le père Francesco Repetto (it) de l'organisation, qui se trouve toujours à Gênes. À la Curie de Gênes, de nombreuses lettres arrivent de Juifs de la Vatican cherchant des nouvelles de leurs parents et de leurs connaissances en Italie du Nord. Le flux d'argent entre la Suisse (où Valobra et Raffaele Cantoni opèrent) et le siège de DELASEM à Gênes est toujours resté actif en partie grâce à l'aide de Bernardini.
Il est mentionné comme un choix possible pour la nomination au poste de secrétaire d'État du Vatican en 1945.
Bernardini est nommé secrétaire de la Congrégation pour l'évangélisation des peuples le 15 janvier 1953. Il meurt d'une crise cardiaque le 26 août 1954 alors qu'il visite le village où il est né.

## Succession apostolique
Filippo Bernardini a ordonné les évêques suivants :
- Archevêque Redmond Prendiville (en) (1933)
- Cardinal Norman Thomas Gilroy (1935)
- Évêque Angelo Giuseppe Jelmini (1936)
- Évêque Franziskus von Streng (1937)
- Évêque Olivier Marcel Maradan (it), O.F.M.Cap. (1937)
- Évêque Christian Caminada (1941)
- Évêque Louis-Séverin Haller, C.R.A. (1943)
- Évêque François Charrière (1945)
- Évêque François-Nestor Adam, C.R.B. (1952)